# IC 1512
IC 1512 је појединачна звијезда у сазвјежђу Пегаз која се налази на листи објеката дубоког неба у Индекс каталогу.
Деклинација објекта је + 27° 1' 38" а ректасцензија 23h 51m 1,4s.